# Ablemma singalang
Ablemma singalang là một loài nhện trong họ Tetrablemmidae.
Loài này thuộc chi Ablemma. Ablemma singalang được Lehtinen miêu tả năm 1981.